# Voleibol nos Jogos Pan-Americanos de 2007 - Masculino
O torneio masculino de voleibol nos Jogos Pan-Americanos de 2007 ocorreu entre 23 e 28 de julho no ginásio do Maracanãzinho localizado no Complexo Esportivo do Maracanã. Oito equipes participaram do evento.

## Medalhistas
|  | BRA Brasil |  | USA Estados Unidos |  | CUB Cuba |
|  | Bruno Mossa de Rezende Marcelo Elgarten André Heller Samuel Fuchs Gilberto Godoy Filho Murilo Endres André Nascimento Sérgio Dutra Santos (L) Anderson Rodrigues Gustavo Endres Rodrigo Santana Dante Amaral |  | David Lee Sean Rooney Jim Polster Brandon Taliaferro Richard Lambourne (L) Andrew Hein Brook Billings Pieter Olree Kevin Hansen David McKienzie Delano Thomas Nils Nielsen |  | Jorge Luis Sánchez Keibel Gutiérrez (L) Pavel Pimienta Michael Sánchez Rolando Jurquin Pedro Iznaga Roberlandy Simon Raydel Hierrezuelo Oriol Camejo Raydel Corrales Osdelvis Dominico Yoandry Díaz |

## Formato
As oito equipes foram divididas em dois grupos de quatro equipes. Cada equipe jogou contra as outras equipes do mesmo grupo, totalizando três jogos. As duas primeiras colocadas de cada grupo classificaram-se as semifinais e as restantes para jogos de definição do quinto ao oitavo lugar. Nas semifinais, os vencedores disputaram a final e os perdedores lutaram pela medalha de bronze.

## Resultados

### Primeira fase

#### Grupo A
| Pos | Equipe | Pts | J | V | D | PP  | PC  | PA    | SP | SC | SA    |
| --- | ------ | --- | - | - | - | --- | --- | ----- | -- | -- | ----- |
| 1   | Brasil | 6   | 3 | 3 | 0 | 225 | 178 | 1,264 | 9  | 0  | MAX.  |
| 2   | Cuba   | 5   | 3 | 2 | 1 | 213 | 191 | 1,115 | 6  | 3  | 2,000 |
| 3   | Canadá | 4   | 3 | 1 | 2 | 208 | 240 | 0,867 | 3  | 7  | 0,429 |
| 4   | México | 3   | 3 | 0 | 3 | 209 | 246 | 0,850 | 1  | 9  | 0,111 |

| 23 de julho 15:25 | MEX México | 0 – 3                | CUB Cuba | Público: 3.713 Árbitro(s): USA Joel Remford PUR Jose Vélez |
| 23 de julho 15:25 | 20 18 20   | 1º set 2º set 3º set | 25       | Público: 3.713 Árbitro(s): USA Joel Remford PUR Jose Vélez |

| 23 de julho 22:00 | BRA Brasil | 3 – 0                | CAN Canadá | Público: 12.960 Árbitro(s): ARG Celso Cabrera TRI Brian Charles |
| 23 de julho 22:00 | 25         | 1º set 2º set 3º set | 19 18 17   | Público: 12.960 Árbitro(s): ARG Celso Cabrera TRI Brian Charles |

| 24 de julho 15:00 | CAN Canadá  | 3 – 1                       | MEX México  | Público: 2.826 Árbitro(s): USA Joel Remford VEN Victor González |
| 24 de julho 15:00 | 17 25 29 25 | 1º set 2º set 3º set 4º set | 25 19 27 19 | Público: 2.826 Árbitro(s): USA Joel Remford VEN Victor González |

| 24 de julho 22:00 | CUB Cuba | 0 – 3                | BRA Brasil | Público: 13.020 Árbitro(s): PUR Jose Vélez ARG Celso Cabrera |
| 24 de julho 22:00 | 23 20    | 1º set 2º set 3º set | 25         | Público: 13.020 Árbitro(s): PUR Jose Vélez ARG Celso Cabrera |

| 25 de julho 15:00 | MEX México | 0 – 3                | BRA Brasil | Público: 12.895 Árbitro(s): VEN Victor González USA Joel Remford |
| 25 de julho 15:00 | 17 23 21   | 1º set 2º set 3º set | 25         | Público: 12.895 Árbitro(s): VEN Victor González USA Joel Remford |

| 25 de julho 22:00 | CAN Canadá | 0 – 3                | CUB Cuba | Público: 3.828 Árbitro(s): BRA Dalmir Medeiros PUR Jose Vélez |
| 25 de julho 22:00 | 19 17 22   | 1º set 2º set 3º set | 25       | Público: 3.828 Árbitro(s): BRA Dalmir Medeiros PUR Jose Vélez |

#### Grupo B
| Pos | Equipe         | Pts | J | V | D | PP  | PC  | PA    | SP | SC | SA    |
| --- | -------------- | --- | - | - | - | --- | --- | ----- | -- | -- | ----- |
| 1   | Estados Unidos | 6   | 3 | 3 | 0 | 225 | 183 | 1,230 | 9  | 0  | MAX.  |
| 2   | Venezuela      | 5   | 3 | 2 | 1 | 240 | 218 | 1,101 | 6  | 4  | 1,500 |
| 3   | Porto Rico     | 4   | 3 | 1 | 2 | 244 | 271 | 0,900 | 4  | 7  | 0,571 |
| 4   | Argentina      | 3   | 3 | 0 | 3 | 211 | 248 | 0,851 | 1  | 9  | 0,111 |

| 23 de julho 13:00 | ARG Argentina | 1 – 3                       | PUR Porto Rico | Público: 4.320 Árbitro(s): BRA Dalmir Medeiros CAN Taras Ilkiw |
| 23 de julho 13:00 | 25 24 21 22   | 1º set 2º set 3º set 4º set | 22 26 25       | Público: 4.320 Árbitro(s): BRA Dalmir Medeiros CAN Taras Ilkiw |

| 23 de julho 19:00 | VEN Venezuela | 0 – 3                | USA Estados Unidos | Público: 6.835 Árbitro(s): CUB Pedro León MEX Luis Macias |
| 23 de julho 19:00 | 19 22 20      | 1º set 2º set 3º set | 25                 | Público: 6.835 Árbitro(s): CUB Pedro León MEX Luis Macias |

| 24 de julho 13:00 | PUR Porto Rico | 1 – 3                       | VEN Venezuela | Público: 3.212 Árbitro(s): CUB Pedro León CAN Taras Ilkiw |
| 24 de julho 13:00 | 31 16 18 19    | 1º set 2º set 3º set 4º set | 29 25         | Público: 3.212 Árbitro(s): CUB Pedro León CAN Taras Ilkiw |

| 24 de julho 19:00 | USA Estados Unidos | 3 – 0                | ARG Argentina | Público: 5.720 Árbitro(s): BRA Dalmir Medeiros MEX Luis Macias |
| 24 de julho 19:00 | 25                 | 1º set 2º set 3º set | 17 22 21      | Público: 5.720 Árbitro(s): BRA Dalmir Medeiros MEX Luis Macias |

| 25 de julho 13:00 | VEN Venezuela | 3 – 0                | ARG Argentina | Público: 3.615 Árbitro(s): CUB Pedro León CAN Taras Ilkiw |
| 25 de julho 13:00 | 25            | 1º set 2º set 3º set | 17 21         | Público: 3.615 Árbitro(s): CUB Pedro León CAN Taras Ilkiw |

| 25 de julho 19:00 | USA Estados Unidos | 3 – 0                | PUR Porto Rico | Público: 5.215 Árbitro(s): TRI Brian Charles MEX Luis Macias |
| 25 de julho 19:00 | 25                 | 1º set 2º set 3º set | 22 17 23       | Público: 5.215 Árbitro(s): TRI Brian Charles MEX Luis Macias |

## Disputa do 5º ao 8º lugares
|  | Classificação 5º-8º lugar | Classificação 5º-8º lugar |   |                           | 5º lugar                  | 5º lugar |  |
|  |                           |                           |   |                           |                           |          |  |
|  | 27 de julho, 2007 - 13:00 |                           |   |                           |                           |          |  |
|  | Canadá                    | 2                         |   |                           |                           |          |  |
|  | Argentina                 | 3                         |   |                           |                           |          |  |
|  |                           |                           |   |                           |                           |          |  |
|  |                           |                           |   |                           | 28 de julho 2007 - 15:00  |          |  |
|  |                           |                           |   |                           | Argentina                 | 0        |  |
|  |                           | Porto Rico                | 3 |                           |                           |          |  |
|  |                           |                           |   |                           |                           |          |  |
|  |                           |                           |   |                           |                           |          |  |
|  |                           |                           |   |                           | 7º lugar                  |          |  |
|  | 27 de julho 2007 - 19:00  | 27 de julho 2007 - 19:00  |   | 28 de julho, 2007 - 13:00 | 28 de julho, 2007 - 13:00 |          |  |
|  | Porto Rico                | 3                         |   | Canadá                    | 3                         |          |  |
|  | México                    | 0                         |   |                           | México                    | 0        |  |

## Fase final
|  | Semifinais                | Semifinais               |   |                           | Final                     | Final |  |
|  |                           |                          |   |                           |                           |       |  |
|  | 27 de julho, 2007 - 15:00 |                          |   |                           |                           |       |  |
|  | Estados Unidos            | 3                        |   |                           |                           |       |  |
|  | Cuba                      | 1                        |   |                           |                           |       |  |
|  |                           |                          |   |                           |                           |       |  |
|  |                           |                          |   |                           | 28 de julho 2007 - 22:00  |       |  |
|  |                           |                          |   |                           | Estados Unidos            | 0     |  |
|  |                           | Brasil                   | 3 |                           |                           |       |  |
|  |                           |                          |   |                           |                           |       |  |
|  |                           |                          |   |                           |                           |       |  |
|  |                           |                          |   |                           | 3º lugar                  |       |  |
|  | 27 de julho 2007 - 22:00  | 27 de julho 2007 - 22:00 |   | 28 de julho, 2007 - 19:00 | 28 de julho, 2007 - 19:00 |       |  |
|  | Brasil                    | 3                        |   | Cuba                      | 3                         |       |  |
|  | Venezuela                 | 0                        |   |                           | Venezuela                 | 2     |  |

#### Semifinal
| 27 de julho 15:00 | USA Estados Unidos | 3 – 1                       | CUB Cuba    | Árbitro(s): ARG Celso Cabrera MEX Luis Macias |
| 27 de julho 15:00 | 25 24 25           | 1º set 2º set 3º set 4º set | 23 17 26 23 | Árbitro(s): ARG Celso Cabrera MEX Luis Macias |

| 27 de julho 22:00 | BRA Brasil | 3 – 0                | VEN Venezuela | Árbitro(s): CAN Taras Ilkiw TRI Brian Charles |
| 27 de julho 22:00 | 30 25      | 1º set 2º set 3º set | 28 18 16      | Árbitro(s): CAN Taras Ilkiw TRI Brian Charles |

#### Disputa do 5º ao 8º lugares
| 27 de julho 13:00 | CAN Canadá     | 2 – 3                              | ARG Argentina  | Árbitro(s): USA Joel Remford CUB Pedro León |
| 27 de julho 13:00 | 25 23 28 25 23 | 1º set 2º set 3º set 4º set 5º set | 16 25 30 19 25 | Árbitro(s): USA Joel Remford CUB Pedro León |

| 27 de julho 19:00 | PUR Porto Rico | 3 – 0                | MEX México | Árbitro(s): VEN Victor González BRA Paulo Beal |
| 27 de julho 19:00 | 25             | 1º set 2º set 3º set | 19 18      | Árbitro(s): VEN Victor González BRA Paulo Beal |

#### Disputa do 7º lugar
| 28 de julho 13:00 | CAN Canadá | 3 – 0                | MEX México | Árbitro(s): TRI Brian Charles USA Joel Remford |
| 28 de julho 13:00 | 26 25      | 1º set 2º set 3º set | 24 22 20   | Árbitro(s): TRI Brian Charles USA Joel Remford |

#### Disputa do 5º lugar
| 28 de julho 15:00 | ARG Argentina | 0 – 3                | PUR Porto Rico | Árbitro(s): CUB Pedro León VEN Victor González |
| 28 de julho 15:00 | 22 28         | 1º set 2º set 3º set | 25 30          | Árbitro(s): CUB Pedro León VEN Victor González |

#### Disputa do bronze
| 28 de julho 19:00 | CUB Cuba       | 3 – 2                              | VEN Venezuela | Árbitro(s): BRA Dalmir Medeiros ARG Celso Cabrera |
| 28 de julho 19:00 | 25 23 27 17 18 | 1º set 2º set 3º set 4º set 5º set | 16 25 16      | Árbitro(s): BRA Dalmir Medeiros ARG Celso Cabrera |

#### Final
| 28 de julho 22:00 | USA Estados Unidos | 0 – 3                | BRA Brasil | Árbitro(s): PUR Jose Vélez CAN Taras Ilkiw |
| 28 de julho 22:00 | 16 20 22           | 1º set 2º set 3º set | 25         | Árbitro(s): PUR Jose Vélez CAN Taras Ilkiw |

## Classificação final
| Pos.              | Equipe             | Campanha (V–D) |
| ----------------- | ------------------ | -------------- |
| Medalha de ouro   | BRA Brasil         | (5–0)          |
| Medalha de prata  | USA Estados Unidos | (4–1)          |
| Medalha de bronze | CUB Cuba           | (3–2)          |
| 4                 | VEN Venezuela      | (2–3)          |
| 5                 | PUR Porto Rico     | (3–2)          |
| 6                 | ARG Argentina      | (1–4)          |
| 7                 | CAN Canadá         | (2–3)          |
| 8                 | MEX México         | (0–5)          |